# فلورانس نایتینگل (فیلم)
«فلورانس نایتینگل» (انگلیسی: Florence Nightingale (film)) یک فیلم به کارگردانی موریس الوی است که در سال ۱۹۱۵ منتشر شد.